# Phong (phạm trù)
Phong là một trong sáu phạm trù (lục nghĩa, lục thi: phong, phú, tỉ, hứng, tụng, nhã) của thơ ca, văn chương và tư tưởng triết học Trung Hoa cổ đại, được cắt nghĩa rất khác nhau tùy thời đại, tùy tác gia như gió, giáo hóa, chỉ trích, phong tục, giáo dục, lời các khúc ca dân gian, nhạc khúc,…

## Biện giải
Đường nét cổ xưa của chữ phong là ký hiệu hình họa của gió: hình vẽ thô sơ của một cánh buồm, sau đó được bổ sung thêm bằng hình vẽ một con côn trùng. Bởi theo quan niệm của người Trung Hoa cổ đại, phong không chỉ làm thuyền chuyển động mà còn kích thích cây cỏ trên mặt đất sinh trưởng vào mùa xuân.
Phong là khí thế giới đang vận động, là nguồn gốc của sự sống và cái chết. Lão tử: "Lẽ nào khoảng không giữa Đất và Trời không giống cái hòm gió của thợ rèn? Khoảng trống giữa chúng càng lớn thì nó tác động càng lâu, vận động càng mạnh và gió thoát ra từ nó càng lớn".